# Damian Mrowiec
Damian Mrowiec (ur. 31 stycznia 1961 w Katowicach) – polski samorządowiec, starosta powiatu rybnickiego od czasu jego utworzenia.

## Życiorys
Mieszkaniec Lysek, z wykształcenia socjolog (absolwent Wydziału Nauk Społecznych Uniwersytetu Śląskiego). W latach 1990–1998 był przewodniczącym rady gminy Lyski. W 1998 po raz pierwszy został radnym powiatu. W 2002 i 2006 z powodzeniem kandydował do rady powiatu z listy Komitetu Wyborczego Wyborców Ruch Rozwoju Gmin Regionu Rybnickiego. Objął funkcję wiceprzewodniczącego powiatowego zarządu Platformy Obywatelskiej, z jej ramienia został radnym powiatu w 2010. W 2014, 2018 i 2024 utrzymywał mandat radnego na następne kadencje.
Po wyborach samorządowych w 1998 po raz pierwszy został wybrany na starostę rybnickiego (od 1 stycznia 1999), reelekcję uzyskiwał po kolejnych wyborach w 2002, 2006, 2010, 2014, 2018 i 2024.
Odznaczony Srebrnym Medalem za Zasługi dla Policji (2012).